# شهرستان باتلر (کنتاکی)
شهرستان باتلر، کنتاکی (به انگلیسی: Butler County, Kentucky) یک سکونتگاه مسکونی در ایالات متحده آمریکا است که در کنتاکی واقع شده‌است.